# Marie-Chantal contre Dr Kha
Pour plus de détails, voir Fiche technique et Distribution.
Marie-Chantal contre le docteur Kha est un film franco-italo-hispano-marocain réalisé par Claude Chabrol, sorti en 1965.

## Synopsis
Dans le train qui l'emmène en Suisse, avec son cousin Hubert, la mondaine Marie-Chantal se voit confier, par un inconnu, Kerrien, un bijou en forme de tête de panthère, dont les yeux sont des rubis. Kerrien est assassiné ; des espions surgissent de toutes parts, à la recherche de la panthère bleue que la jolie snob conserve jalousement sur elle. 
Tout le monde se retrouve à Agadir. L'homme auquel elle doit remettre la panthère est tué sous ses yeux ; elle-même, traquée par l'assassin, perd la panthère mais garde les yeux de rubis. Ils contiennent un liquide mortel, capable de détruire toute vie sur Terre. Prisonniers du terrible docteur Kha, inventeur du virus, Marie-Chantal et son compagnon, l'agent secret Castillo, s'échappent avec les rubis. Leurs aventures ne sont pas finies pour autant.

## Fiche technique
- Titre original : Marie-Chantal contre le docteur Kha
- Réalisation : Claude Chabrol
- Assistants réalisateurs : Philippe Fourastié, Mohamed Ousfour, Alexis Poliakoff, Claude Bakka, Lucio d'Attino-Cambronero,
- Scénario : Claude Chabrol,d'après le personnage créé par Jacques Chazot.
- Adaptation : Christian Yves, Claude Chabrol
- Dialogues : Daniel Boulanger
- Décors : Guy Litaye, Pierre Guffroy
- Photographie : Jean Rabier
- Cadreur : Claude Zidi, assisté de Paul Bonis
- Son : Guy Odet
- Mixage : Guy Villette, Jean-Claude Marchetti
- Montage : Jacques Gaillard, Monique Fardoulis et Catherine Bernard (stagiaire)
- Musique : Pierre Jansen, Grégorio Garcia-Segura, Michel Colombier ; orchestre dirigé par André Girard
- Production : Georges de Beauregard, René Pignières, Gérard Beytout
- Directeur de production : René Demoulin
- Secrétaire de production : Colette Roy
- Sociétés de production : Rome-Paris Films ;  Compagnia Cinematografica Champion, Mega Film ; Dia Films ;  Maghreb Uni-Films
- Société de distribution : Société Nouvelle de Cinématographie
- Administrateur : Pierre Gauchet
- Chargé de presse : Bertrand Tavernier
- Maquillage : Carmen Fatum
- Les perruques de M. Laforêt et S. Audran sont de Carita
- Scripte : Suzanne Faye
- Photographe de plateau : André Dino
- Régisseur général : Roger Scipion, assisté de Abderhamane Benkirane
- Pays d’origine :  France,  Italie,  Espagne,  Maroc
- Langue originale : français
- Format : couleur (Eastmancolor) — 35 mm — son Mono
- Tirage dans les laboratoires G.T.C de Joinville
- Durée : 110 minutes
- Genre : Comédie d'espionnage
- Date de sortie : France : 25 août 1965
- Visa d'exploitation : 29911
- Affiche : Jouineau Bourduge (France)

## Distribution
- Marie Laforêt : Marie-Chantal Froidevaux des Chatenets, la jeune femme snob
- Stéphane Audran : Olga
- Serge Reggiani : Ivanov
- Roger Hanin : Bruno Kerrien
- Francisco Rabal : Paco Castillo
- Charles Denner : Johnson, se disant diplomate américain
- Akim Tamiroff : le docteur Kha (VF: Serge Nadaud)
- Pierre-François Moro : Hubert, le cousin de Marie-Chantal
- Gilles Chusseau : Grégor, le fils d'Ivanov
- Antonio Passalia : Sparafucile
- Robert Burnier : le tueur suisse
- Gérard Tichy : le maître d'hôtel
- Claude Chabrol : le barman
- Henri Attal : un homme dans la voiture-couchettes
- Bernard Papineau
- José Maria Caffarel
- Eugénio Da Piettro
- Onofrio Ancoléo
- Serge Bento
- Lahcen Boukis

## Production
Le titre du film est une allusion humoristique à celui de James Bond 007 contre Dr No qui était sorti en 1962.
Le personnage de Marie Chantal était par ailleurs une création satirique de Jacques Chazot dont il aimait initialement inventer les aventures pour amuser amis et proches.

## Autour du film
- Ce ne fut qu'une fois la production bouclée que Claude Chabrol apprit effaré que Marie Laforêt se savait dans ses premiers mois de grossesse au début d'un tournage dont les séquences d'action risquaient de compromettre son état. Fruit de son union avec l'homme d'affaires marocain Judas Azuelos, sa fille Lisa Azuelos naîtrait au dernier trimestre de l'année 1965.